# بارافلم

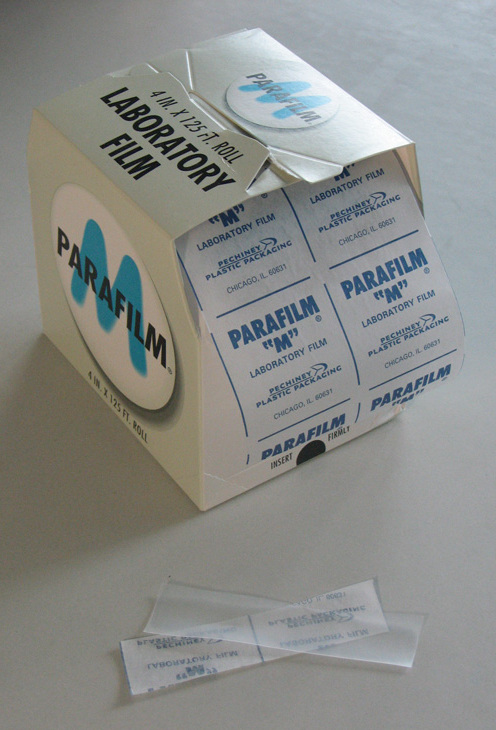
علبة الكرتون مع البارافيلم

البارافيلم (بالإنجليزية: Parafilm) هو عبارة عن فيلم بارافين بلاستيكي ذو حامل ورقي تم إنتاجه بواسطة شركة بيشيني للتغليف البلاستيكي، ومقرها في شيكاغو، ولاية الينيوز حيث تستخدمه بشكل رئيس في المختبرات. حيث يُستخدم عادة لعزل أو لحماية الأوعية (مثل الدوارق أو الكيوفيت). ويتميز البارافيلم بكونه مرن، قابل للسحب والطرق، مقاوم للماء، عديم الرائحة، ومن اللدائن الحرارية، شبه شفاف ومتماسك.
كما أنه يستخدم كذلك لإغلاق وعزل الحاويات المغطاة ضد الرطوبة والتلوث الهوائي للتخزين طويل المدى ومع ذلك يزعم البعض أن البارافيلم أيضاً تقل فعاليته بمرور الوقت بالتعرض للهواء والضوء وبذلك لا يعتبر بمثابة عازل طويل المدى.
وعلى الرغم من كونه من اللدائن الحرارية، فإنه لا يُعتبر آمن لاستخدامه في الأوتوكلاف.
المذيبات العضوية المتطايرة يمكنها حلّ أو إذابة البارافيلم.
يستخدم علماء زراعة البساتين في بعض الأحيان البارافيلم في عمليات التطعيم النباتي. حيث تدعو عدة أنماط تطعيم النبات إلى تغليف طعم النبات ليتماسكوا مع بعضهم البعض، وإغلاقها بإحكام لمنع حدوث الجفاف والبارافيلم على حد سواء. في هذا السياق يُعرف البارافيلم أيضاً على أنه شريط تطعيم النبات.
وقد استخدم علماء الحشرات البارافيلم كغشاء لتغذية الحشرات بالعة الدم مثل البعوض وبق الفراش  المُربّاه في المختبر.

## وصلات خارجية
- http://www.parafilm.com